# SK Tbilisi
SK Tbilisi (gruz. სკ თბილისი) – gruziński klub piłkarski z siedzibą w Tbilisi.

## Historia
Chronologia nazw:
- 1991—2003: Merani-91 Tbilisi
- 2003: Merani-Olimpi Tbilisi
- 2003—2006: SK Tbilisi
- Od 2008: SK Tbilisi

Klub został założony w 1991 jako Merani-91 Tbilisi. W 1991 klub występował w regionalnej lidze Mistrzostw Gruzji i awansował do 2 ligi. W sezonie 1991/1992 klub debiutował w Pirveli Liga, a w 1996 zdobył awans do Umaghlesi Liga. W 2003 odbyła się fuzja z klubem Olimpi Tbilisi, który był założony przez Nikoloza Dolidze w 2002 i występował w regionalnej lidze. W wyniku fuzji powstał klub Merani-Olimpi Tbilisi, który kontynuował występy w Umaglesi Liga. W 2006 klub połączył się z FK Rustawi i zmienił nazwę na Olimpi Rustawi. W 2008 fuzja rozpadła się i klub zgłosił się do rozgrywek Pirveli Liga.

## Sukcesy
- Mistrzostwo Gruzji: 3. miejsce (2004/2005)
- Puchar Gruzji: 1/2 finału (1996/97, 2000/01, 2004/05)

## Europejskie puchary
Legenda do wszystkich tabel:
- Q – runda eliminacyjna, 1/16, 1/8, 1/4, 1/2 – odpowiednia faza rozgrywek, Grupa – runda grupowa, 1r gr – pierwsza runda grupowa, 2r gr – druga runda grupowa, F – finał, R – runda, PO – play-off
- k. – rzuty karne, los. – losowanie, Dogr. – dogrywka, w. – zasada bramek strzelonych na wyjeździe

| Sezon   | Rozgrywki   | Runda | Przeciwnik     | Dom | Wyjazd | Ogólnie |
| ------- | ----------- | ----- | -------------- | --- | ------ | ------- |
| 2004/05 | Puchar UEFA | 1R    | FK Şəmkir      | 1–0 | 4–1    | 5–1     |
| 2004/05 | Puchar UEFA | 2R    | Legia Warszawa | 0–1 | 0–6    | 0–7     |